# 姜偉池
姜偉池（Jerry Keung），香港著名醒獅教練，亦是醒獅文化傳播者。家中排行第三，因而有「三姜」之稱。出身武術世家，由一個爛獅頭開始，接手武館。為傳承文化，放棄月入三萬的電影工作，決心為傳統舞獅洗底，誓要打造「潮流舞獅」。

## 簡歷
姜偉池出身於醒獅世家，與兩位哥哥在爸爸創辦的武館長大，從小醉心武術及醒獅運動，尤其對醒獅歷史及技術最為熱愛，也喜歡收藏獅頭珍品及醒獅設計，2011年獲邀為香港著名時裝公司 I.T（0999）旗下品牌設計醒獅，2012年獲邀為愛迪達設計醒獅開幕及獲邀法國老佛爺北京旗艦店開幕醒獅演出。由九十年代至今於多個香港及世界醒獅大賽屢獲殊榮，為港爭光。而近年獎項殊榮包括2010年，2011年，2012年，2013年，連續四年勇奪「世界醒獅盃」冠軍寶座。
2014年寫下一本關於醒獅書籍名為《我不是師傅》分享醒獅之路，同年更與愛迪達攜手舉辦—「Adidas 醒獅盃 2014醒獅精英爭霸戰」。2015年，擔當「Adidas 醒獅盃 2015」的導師及統籌。香港、中國、澳門三個地方派出共12隊獅隊作賽。同年2月，三姜更一手策劃於時代廣場的「一代醒獅」展覽，展出36隻舞獅、舞獅樂器，並舉行紮作工藝示範及工作坊，讓大眾了解舞獅的意義及保育本地文化遺產的重要！三姜亦與 香港電訊（6823）旗下網上行合作，與陳奕迅（Eason）、彭秀慧、郭偉亮、麥曦茵及Will Cho等6位藝壇名人，推出多元集作「網上行 x MOOV夢想系」，協助本港年輕人追求夢想，開辦不同類型 WORKSHOP、校園活動及音樂會。
三姜藝醒獅的熱情及專業更獲香港著名導演劉國昌先生賞識，獲邀拍攝一部醒獅題材電影《獅子與我》擔任主角，2016年正式推出。

## 演出作品

### 綜藝節目
| 首播   | 節目名         | 備註             |
| 2012年 | 芝人口面不知心 | 第3集嘉賓        |
| 2012年 | 兄弟幫         | 第551、552集嘉賓 |
| 2014年 | 今日VIP        | 8月20日嘉賓      |

### 電影
| 首映   | 電影名   | 角色   |
| 2016年 | 獅子與我 | 姜偉池 |

## 訪問 / 報導
| 日期       | 訪問 / 報導                                                  |
| 2013年11月 | 《中國Size潮流生活雜誌》: 結合中式傳統的姜氏潮流理念         |
| 2014年4月  | 《ON.CC 太陽報》: 姜偉池寫出新獅潮                           |
| 2014年7月  | 《蘋果動》: 梅花樁下的故事 舞獅．無師                        |
| 2014年11月 | 《OpenRice x HKonlineTV —識食台》: 無啦啦有班人煮飯仔        |
| 2015年2月  | 《蘋果動—亂噏24 》:舞麒麟降魔伏妖？ 舞獅先至夠潮!            |
| 2015年2月  | 《蘋果動—知多一點點2 》:經典獅頭矜貴曝光 全靠日本人幫手保存? |
| 2015年2月  | 《蘋果日報》: 一代宗獅                                       |
| 2015年2月  | 《星島日報》: 大師級珍藏矚目展出 醒獅薈萃慶羊年              |
| 2015年2月  | 《頭條日報》: 宏揚紮作文化 一代醒師                          |
| 2015年2月  | 《South China Morning Post》: Dance and roar                 |
| 2015年2月  | 《文匯報》: 一代醒獅賀新春 傳統工藝重獲新生                  |
| 2015年2月  | 《大公報》: 姜偉池醒獅團隊賀新春 推廣傳統獅劇 介紹紮作工藝   |
| 2015年3月  | 《JessicaCode》: 「一代醒獅」展覽 百花齊放 以獅會友          |

## 個人語錄
- 「也許 師傅 二字不容易做，授徒管教比登天還難。如放下門戶之見團結一致，放下師傅身份跟同道分享醒獅最為樂也。」[9]
- 「我不是師傅。」[10]

## 獎項
- 2010「世界醒獅盃」- 冠軍
- 2011「世界醒獅盃」- 冠軍
- 2012「世界醒獅盃」- 冠軍
- 2013「世界醒獅盃」- 冠軍

## 其他
1. 龍獅盛宴（香港時代廣場 ）
2. 重慶時代廣場 x 三姜「中國醒獅展覧館」活動（重慶時代廣場）
3. 潮流網站 Hypebeast 專訪
4. NewEra 廣告宣傳拍攝
5. Red Bull 廣告宣傳拍攝
6. 中國Adidas林書豪活動拍攝（廣州）
7. 台北市校園巡迴演出
8. 英國金融時報訪問
9. 香港電台節目：香港故事-最佳配角（一代宗師）
10. 香港Adidas旗艦店開幕醒獅演出
11. 獲上海「紅秀雜誌」邀請專訪報導
12. 獲中國adidas邀請與NBA球星林書豪拍攝短片

## 外部連結
- 姜偉池的Facebook專頁
- 姜偉池的Instagram帳戶
- 姜偉池的新浪微博
- 姜氏金龍醒獅團 Keung's Dragon & Lion Dance Team （页面存档备份，存于）